# Scary or Die
Scary or Die è un film del 2012 diretto da Bob Badway, Michael Emanuel e Igor Meglic.
Film horror statunitense, formato da cortometraggi presentati da una misteriosa donna.

## Trama
(Emmett)
Una donna digita l'indirizzo scaryordie.com e incomincia a guardarne i cortometraggi.
The Crossing (Passaggio di Frontiera): Tre amici (Keith, Connie e Buck) passano il confine dell'Arizona per passare un fine settimana da favola. Si fermano in un bar, dove Connie e Buck hanno un rapporto sessuale mentre Keith discute con Pedro, il proprietario del locale. Ripartendo per la loro destinazione, si vede il cadavere di Pedro immerso in una pozza di sangue. Arrivano nel confine tra gli Stati Uniti e il Messico, il loro obiettivo è quello di spaventare i turisti messicani; almeno era quello che credeva Connie. Buck caccia da dietro l'automobile due uomini stranieri legati e imbavagliati. Uno viene ucciso da Keith, mentre l'altro dal suo amico, sotto gli occhi increduli della ragazza, che non avrebbe mai immaginato una cosa simile. I due messicani vengono sepolti sul luogo e Keith urinerà sulle loro tombe. Connie punta un fucile contro i due amici e ha una forte discussione con loro che ha termine solo con la venuta dei non morti. Gli zombie uccideranno sia Keith che Buck e lasciano Connie scappare. La ragazza, spossata, creduta uno zombie dai militari del Messico, verrà uccisa.
Le dita mostruose della donna, cliccano sul mouse per visualizzare un altro video.
TaeJung's Lament (Il lamento di TaeJung): Taeung, un uomo che ha da poco perso la moglie, passa le sue serate in un bar ubriacandosi e osservando qualsiasi donna assomigli alla sua defunta. Una notte, intravede per le strade della città l'enigmatica Min-ah con cui ha uno scambio di occhiate. La donna viene però rapita da un uomo completamente vestito di nero. Taeung riesce a rintracciarlo, mettendo il cellulare nella sua macchina e a salvare la ragazza. Min-ah si rifiuta di andare dalla polizia perché è straniera e potrebbero rimandarla nel paese natale, ma ringrazia il suo salvatore baciandolo e invitandolo alla sua festa, che avverrà il prossimo venerdì. Taeung, pur titubante, decide di presentarsi a casa di Min-ah. I due incominciano a baciarsi, insieme alle altre partecipanti alla festa. In realtà Min-ah è una vampira e mentre affonda i suoi denti nella carne di Taeung, l'uomo misterioso che l'ha rapita in precedenza, che si rivela essere Van Helsing, uccide i suoi seguaci e attacca la sua residenza, lasciando nemmeno un'anima vita.
RE-MEMBERED (RI-MEMBRATO): Un assassino ingaggiato da un gruppo di persone uccide un uomo e lo smembra con un enorme machete. Manda un messaggio ai cliente per incontrarsi al luogo stabilito. Guidando, sente strani rumori provenire dal cofano della macchina. L'uomo all'inizio non gli dà importanza, ma si spaventa così tanto da sbandare con l'automobile. Un poliziotto lo ferma e ispeziona il cofano per poi andarsene. Dentro il cofano non c'è niente e l'uomo smembrato sembra essere sparito misteriosamente. Al suo posto, appare un medaglione col simbolo della negromanzia. L'uomo assassinato riappare del tutto in sesto e con tutti i tuoi arti. Con in mano un enorme machete, si vendica del suo aggressore.
Clowned: Emmett, un uomo che di mattina accudisce il fratello Andy e di sera lavora come trafficante di droga assieme alla fidanzata Kelly, delude la madre non aiutandola a organizzare la festa del fratello. Gli viene inoltre riferito che uno dei bambini alla festa è misteriosamente scappato. Emmett incontra un clown che si comporta in maniera molto strana. L'uomo lo caccia via di casa, ma il clown lo morde sulla gamba per poi scappare. Emmett incomincia ad avere periodicamente fame e vomita spesso, ha strani sogni in cui uccide il fratello e ha una voglia continua di nutrirsi di carne umana. La polizia si presenta a casa sua per sapere qualcosa in più sul bambino scomparso, e Kelly gli parla del Clown. Emmett scopre che la sua pelle sta cambiando e decide di andarsene di casa. Col passare del tempo, scopre che si è trasformato in un vero e proprio clown con tanta voglia di carne umana. Il Clown che ha morso l'uomo, intanto, rapisce Andy e prova a mangiarlo, ma viene fermato dal fratello di quest'ultimo che lo uccide. Il bambino torna a casa, incolume. Emmett, col passare del tempo, perde la ragione e si fa uccidere da due poliziotti. Kelly partorisce il figlio dell'uomo, ma visto che ha avuto un rapporto sessuale con lui soltanto dopo il morso del clown, il neonato è a dir poco mostruoso.
Lover come Back (L'amore ritorna): Una donna si sposa con un uomo che ama con tutta sé stessa. I primi mesi dopo il matrimonio sono i migliori di tutta la loro vita, ma poi le cose si incrinano. L'uomo incomincia a picchiarla e a tradirla. La donna, stanca dei tradimenti, decide di lasciarlo, ma viene uccisa dal marito. Quello che l'uomo non sa è che, quand'era bambina, il nonno della donna ha effettuato un rito di magia nera: avrebbe potuto vivere in eterno, anche dopo la morte, se avesse amato un uomo con tutta l'anima. Proprio come profetizzato dal nonno, la donna si risveglia dalla morte e raggiunge suo marito, che è impegnato a copulare con un'altra ragazza. L'uomo la guarda sconcertato, per poi essere divorato.
Le dita della donna cliccano sul tasto di uscita dal sito e si avvicina la porta, chiudendola, ma non prima di rivelarsi la protagonista dell'ultimo racconto.

## Curiosità
- Nel cortometraggio TaeJung's Lament (Il lamento di TaeJung), il personaggio di Min- ah è chiaramente ispirato alla protagonista de La setta delle tenebre.
- Sempre nel cortometraggio TaeJung's Lament (Il lamento di TaeJung), l'uomo misterioso è in realtà Van Helsing.
- Il clown del terzo cortometraggio è chiaramente ispirato a Pennywise di IT, film tratto dall'omonimo romanzo di Stephen King.